# Mirabeau (stacja metra)
Mirabeau – stacja linii nr 10 metra  w Paryżu. Stacja znajduje się w 16. dzielnicy Paryża.  Została otwarta 27 lipca 1937 r. Na stacji zatrzymują się tylko pociągi zdążające w kierunku wschodnim (do Gare d’Austerlitz).